# WWF SmackDown!
WWF SmackDown! (conhecido como Exciting Pro Wrestling no Japão) é um jogo de videogame de luta livre profissional desenvolvido pela Yuke's e lançado para o PlayStation pela THQ. É baseado na World Wrestling Federation (WWF) e tem o nome do SmackDown! programa de televisão da empresa. Originalmente lançado em 2 de março de 2000, o jogo recebeu uma sequência direta lançada vários meses depois, WWF SmackDown! 2: Know Your Role.
O primeiro jogo WWF no PlayStation a ser publicado pela THQ, SmackDown! marcou o início de uma longa série de videogames da WWE da THQ, depois continuou pela 2K Sports e renomeada como WWE 2K. O jogo também foi relançado sob a faixa de orçamento Greatest Hits.

## Jogabilidade
O modo história contém três partes principais, primeiro com a pré-temporada (para lutadores criados), mas depois de dez anos no jogo jogando a pré-temporada, os jogadores podem pulá-la. No entanto, o modo de temporada é quase impossível de ser concluído. Ao jogar e avançar nos modos de temporada, os jogadores ganham recompensas como desbloqueáveis ou trajes, mas em vez de desbloquear novos personagens, os jogadores desbloqueiam novas partes do corpo para colocar novas criações, para jogar como esse personagem "desbloqueado". Uma vez que os jogadores constroem uma criação, eles devem lutar em um ano de pré-temporada para desenvolver suas habilidades e fazer suas alianças. Uma vez que os jogadores terminam a pré-temporada, eles nunca podem reproduzi-la sem excluir o lutador personalizado, e amigos e inimigos de uma criação são gravados em pedra. O modo história não contém narrações, em vez disso, os personagens se encontram nos bastidores com bocas que se movem para nenhuma voz e texto de cena na tela. O jogo também carece de comentários.
WWF SmackDown! tem muitos tipos de luta, incluindo Single, Tag Team, Hardcore, Steel Cage e muito mais. O jogo apresenta a lista do final de 1999 da WWF após a estreia do SmackDown!, incluindo os então recém-chegados The Dudley Boyz.

## Desenvolvimento
Yuke's, o desenvolvedor do SmackDown! já havia criado a série Toukon Retsuden de jogos de luta livre no Japão para a New Japan Pro-Wrestling. Apesar disso, o motor de jogo usado no SmackDown! não é baseado em títulos contemporâneos de Toukon Retsuden, mas sim The Pro Wrestling, um título desenvolvido pela Yuke's como parte da série Simple da D3 Publisher e lançado vários meses antes no Japão.

## Recepção
WWF SmackDown! recebeu críticas "favoráveis" de acordo com o agregador de análises de videogames GameRankings.
O jogo foi um best-seller no Reino Unido após o lançamento,[carece de fontes?] e novamente três meses depois. A versão PlayStation do WWF SmackDown! recebeu um prêmio de vendas "Platinum" da Entertainment and Leisure Software Publishers Association (ELSPA), indicando vendas de pelo menos 300.000 cópias no Reino Unido.
Daniel Erickson revisou a versão PlayStation do jogo para Next Generation, classificando-a com quatro estrelas de cinco, e afirmou que "Embora não esteja no mesmo reino da WrestleMania 2000, este é o melhor lutador PSX até hoje."[carece de fontes?]

## Roster
| Lutadores        | Divas | Desbloqueáveis                 |
| ---------------- | ----- | ------------------------------ |
| Al Snow          | Chyna | The Blue Meanie                |
| Big Boss Man     | Debra | Gerald Brisco                  |
| Big Show         | Tori  | Ivory                          |
| Billy Gunn       |       | Jacqueline                     |
| Bradshaw         |       | Mideon                         |
| Bubba Ray Dudley |       | Pat Patterson                  |
| Chris Jericho    |       | Prince Albert                  |
| Christian        |       | Stephanie McMahon              |
| D'Lo Brown       |       | Stevie Richards                |
| D-Von Dudley     |       | Viscera                        |
| Edge             |       | Stone Cold (Roupa Alternativa) |
| Faarooq          |       | The Rock (Roupa Alternativa)   |
| Gangrel          |       |                                |
| Godfather        |       |                                |
| Hardcore Holly   |       |                                |
| Jeff Hardy       |       |                                |
| Kane             |       |                                |
| Ken Shamrock     |       |                                |
| Mankind          |       |                                |
| Mark Henry       |       |                                |
| Matt Hardy       |       |                                |
| Paul Bearer      |       |                                |
| Road Dogg        |       |                                |
| The Rock         |       |                                |
| Shane McMahon    |       |                                |
| Steve Austin     |       |                                |
| Steve Blackman   |       |                                |
| Test             |       |                                |
| Triple H         |       |                                |
| The Undertaker   |       |                                |
| Val Venis        |       |                                |
| Vince McMahon    |       |                                |
| X-Pac            |       |                                |